# Delias mysis
Espèce

Delias mysis est une espèce de papillons de la famille des Pieridae.
- Répartition : Australie et Nouvelle-Guinée.